# وی‌دی‌ال ندکار
وی‌دی‌ال ندکار (انگلیسی: VDL Nedcar) شرکت خودروسازی هلندی است، که در سال ۱۹۶۷ تأسیس شد‌.